# Vandeleuria
Vandeleuria är ett släkte av däggdjur. Vandeleuria ingår i familjen råttdjur.

## Systematik
Kladogram enligt Catalogue of Life:
| Vandeleuria | \| \| Vandeleuria nolthenii \| \| \| \| \| \| Vandeleuria oleracea \| \| \| \| |
|             | \| \| Vandeleuria nolthenii \| \| \| \| \| \| Vandeleuria oleracea \| \| \| \| |
|             | Vandeleuria nolthenii                                                          |
|             |                                                                                |
|             | Vandeleuria oleracea                                                           |
|             |                                                                                |

Wilson & Reeder (2005) och IUCN listar ytterligare en art i släktet, Vandeleuria nilagirica.

## Beskrivning
Dessa gnagare förekommer från Indien och Sri Lanka till södra Kina och Vietnam. Habitatet utgörs av städsegröna skogar på bergstrakter och Vandeleuria oleracea hittas även i odlade områden.
Arterna når en kroppslängd (huvud och bål) av 5,5 till 8,5 cm samt en svanslängd av 9 till 13 cm. Vikten är ungefär 10 gram. Den silkeslena mjuka pälsen har på ovansidan en mörkbrun till rödbrun färg. Buken har en krämfärgat till vit päls och svansen är bra täckt med hår. Tårna är utrustade med små klor med undantag av den första och femte tån som har en nagel. Vandeleuria skiljer sig även genom olik konstruerade detaljer av skallen och tänderna från nära besläktade råttdjur.
Individerna är aktiva på natten och vistas främst i växtligheten. Den långa svansen används för att hålla balansen och den tjänstgör ibland som gripverktyg. Vandeleuria bygger bon av gräs och andra växtdelar som placeras på träd eller på byggnaders tak. De äter troligen frukter och unga växtskott.
Per kull föds upp till sex ungar men tre eller fyra ungar är mera vanliga. Vuxna hannar iakttogs oftast ensam.
IUCN listar Vandeleuria nilagirica och Vandeleuria nolthenii som har små utbredningsområden i Indien och Sri Lanka som starkt hotad (EN), Vandeleuria oleracea betraktas som livskraftig (LC).